# M3UA
M3UA és un protocol de comunicació de la família SIGTRAN que s'utilitza a les xarxes telefòniques per transportar senyalització a través del protocol d'Internet (IP). M3UA permet que les parts d'usuari del protocol SS7 (p. ex. ISUP, SCCP i TUP) s'executin pràcticament amb qualsevol tecnologia de xarxa trencant la seva limitació als equips de telefonia com ara T-carrier, E-carrier o Asynchronous Transfer Mode (ATM), cosa que millora molt l'escalabilitat del xarxes de senyalització.
M3UA significa MTP Level 3 (MTP3) User Adaptation Layer tal com el defineix el grup de treball IETF SIGTRAN a (que substitueix i substitueix). Com altres protocols d'adaptació, M3UA utilitza SCTP per transmetre missatges entre els seus elements de xarxa.

## Esquema d'execució
M3UA utilitza una màquina d'estat complexa per gestionar i indicar els estats que s'està executant. Diversos missatges M3UA són obligatoris per fer que una associació o peering M3UA sigui totalment funcional (ASP UP, ASP UP Acknowledge, ASP Active, ASP Active Acknowledge), es recomanen alguns altres (Notifica, Auditories de destinació (DAUD)).
```
________ _________ __________ 
| | | | | MGC|
| SP |<----------------->| SGW |<---------------|-->(AS) |
|______| SS7 network |_______| IP network |________|
 MTP3
point-code common point-code
 PC1 PC2

```

## Utilització de SGW com a STP
Diversos AS posseeixen el propi PC i utilitzen SGW com a STP (codi de punt de trànsit).
```
________ _____________ ___________ 
| | | SGW | | MGC|
| | | | /-------------|-->(AS) | point-code PC3
| SP |<----------------|-->(STP)<--|- | |
| | | | \-------------|-->(AS) | point-code PC4
|______| SS7 network |___________| IP network |_________|
 MTP3 point-code
point-code PC2 
 PC1

```

## Protocol
M3UA utilitza una màquina d'estat complexa per gestionar i indicar els estats que s'està executant. Diversos missatges M3UA són obligatoris per fer que una associació o peering M3UA sigui totalment funcional (ASP UP, ASP UP Acknowledge, ASP Active, ASP Active Acknowledge), es recomanen alguns altres (Notifica, Auditories de destinació (DAUD)).

## Informació addicional
Es pot trobar una implementació oberta de l'estàndard M3UA al lloc web d'OpenSS7.
Wireshark s'envia amb un dissector per a M3UA, els paquets de mostra es poden trobar a la pàgina wiki de Wireshark, que mostra mostres de paquets ISUP (incloent M3UA).